# Прапор Плоского
Прапор Плоского — один з офіційних символів села Плоске, Свалявського району Закарпатської області.
Затверджений 3 серпня 2007 року рішенням сесії Плосківської сільської ради.
Автор проекту прапора — Андрій Гречило.

## Опис
Квадратне зелене полотнище, на якому жовте сонце з людським обличчям, під ним — біла рибина, повернута до древка.

## Зміст
Прапор побудований на основі символіки герба поселення. Сонце відображає неповторну красу місцевої природи, а рибина характеризує багатство річки Великої Пині. Зелений колір символізує довколишні ліси.
Квадратна форма полотнища відповідає усталеним вимогам для муніципальних прапорів (прапорів міст, селищ і сіл).